# Herz- und Diabeteszentrum Nordrhein-Westfalen

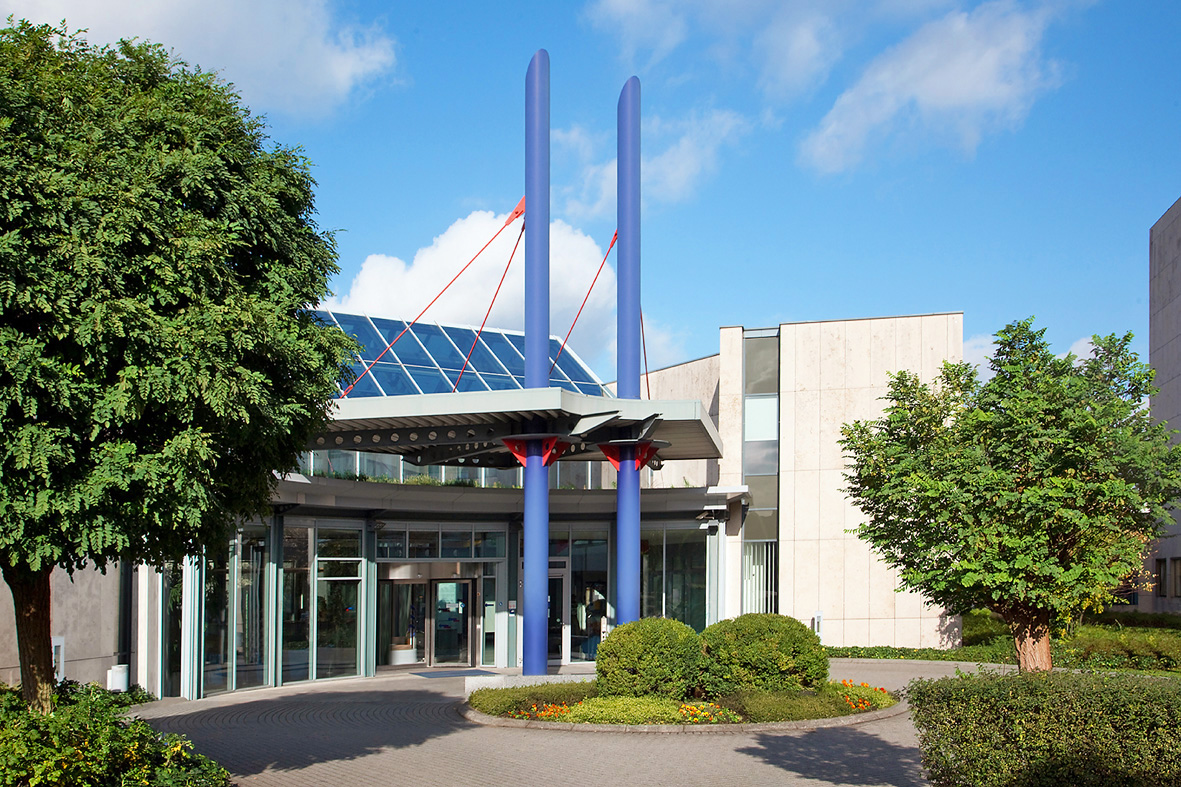
Haupteingang

Das Herz- und Diabeteszentrum Nordrhein-Westfalen (HDZ NRW) in Bad Oeynhausen ist ein 1980 gegründetes Fachkrankenhaus für Herz-, Kreislauf- und Diabeteserkrankungen mit 500 Betten. Seit 1989 ist das Zentrum Bestandteil des Universitätsklinikums der Ruhr-Universität Bochum. Die Professorenschaft des HDZ NRW ist zusätzlich seit 2023 Mitglied der Medizinischen Fakultät OWL der Universität Bielefeld. Es ist Deutschlands größtes Herztransplantationszentrum mit über 2.700 Herztransplantationen seit 1989. Das Zentrum besteht aus fünf Universitätskliniken, drei Universitätsinstituten sowie angeschlossenen Institute und internen Dienstleistungsbereichen. Es bietet stationäre und ambulante Versorgung (36.000 Patientinnen und Patienten jährlich).
Im September 2012 wurde ein Erweiterungsbau eröffnet, in dem zwei sogenannte „Komfort-Pflegestationen“ und ein Operationsbereich mit acht Sälen auf einer Ebene einschließlich Hybrid-OP bereitgehalten werden. 2015 ging ein weiterer Neubau in Betrieb, der eine Station für Patienten mit künstlicher Herzunterstützung, eine herzchirurgische Intensivstation und einen Physiotherapie-Bereich in modernster Ausstattung bereithält.
Das Herz- und Diabeteszentrum NRW befindet sich unter der Trägerschaft der Krankenhausbetriebsgesellschaft Bad Oeynhausen mbH. Die Gesellschaftsanteile liegen zu 100 Prozent beim Land Nordrhein-Westfalen.

## Kooperationen
Neben zahlreichen regionalen Kooperationen und enger Zusammenarbeit mit den Kliniken und Instituten der Ruhr-Universität Bochum ist das Herz- und Diabeteszentrum NRW mit nationalen und internationalen Einrichtungen über Austausch- und Forschungsprojekte verbunden.
Internationale Kooperationen bestehen mit:
- Hôpital de la Pitié-Salpêtrière, Paris, Frankreich
- Universitätsklinik Lyon, Frankreich
- Toyama Universitätsklinik, Japan
- Gunma Universitätsklinik, Japan
- Saitama Medical School, Universität Saitama, Japan
- Nihon-Universität Tokio, Japan
- Universitätsklinik Salzburg, Österreich
- Texas Heart Institute, Houston/Texas, USA
- Universitätsklinikum Pécs, Ungarn
- JSC „National Research Center for Cardiac Surgery“, Astana, Kasachstan
- Universität Cluj-Napoca, Rumänien
- International Prevention Organization, IPO
- TEDA International Cardiovascular Hospital, Tianjin, China
- Unternehmensgruppe Jiangyin Mould & Plastic, China

Das Herz- und Diabeteszentrum Nordrhein-Westfalen verstärkt die Medizinische Fakultät OWL der Universität Bielefeld in Forschung, Lehre und Krankenversorgung.

## Klinik für Thorax- und Kardiovaskularchirurgie
In der Klinik für Thorax- und Kardiovaskularchirurgie werden sämtliche herzchirurgischen Operationsverfahren einschließlich minimalinvasiver herzchirurgischer Verfahren, jährlich rund 3.500 Operationen am Herzen und den herznahen Gefäßen. 2022 wurden dort 96 Herztransplantationen vorgenommen. Mehr als 1.400 Patienten pro Jahr werden in Bad Oeynhausen an der Herzklappe operiert. Mehr als 1.000 Patienten erhalten hier pro Jahr einen Herzschrittmacher oder Defibrillator. Zu den Schwerpunkten der Klinik zählen neben den minimalinvasiven Operationsverfahren auch Bypassoperationen am schlagenden Herzen, kombinierte Eingriffe, Kunstherzoperationen sowie Hybridverfahren, die in enger Zusammenarbeit mit der Klinik für Kardiologie durchgeführt werden.

## Klinik für Allgemeine und Interventionelle Kardiologie/Angiologie
Die Klinik behandelt die koronare Herzkrankheit, Herzklappenfehler und Herzmuskelerkrankungen. Insgesamt 250.000 Herzkatheteruntersuchungen dokumentieren die Erfahrung der Bad Oeynhausener Kardiologen. Alle modernen Kathetertechniken und diagnostischen Verfahren der Echokardiographie bis zu intrakoronarem/-kardialem Ultraschall sind verfügbar. Hinzu kommen bildgebende Verfahren. Die Klinik führt jährlich mehr als 5.000 kathetergestützte Verfahren durch und führt mehrere Ambulanzen, darunter eine Ambulanz für angeborene Herzfehler, für sonstige Herzklappenerkrankungen, für Kardiomyopathien, für arterielle Hypertonie und für Gefäßkrankheiten bis zur pAVK sowie eine Lipid-Ambulanz und eine Einheit für Sportkardiologie. Des Weiteren steht eine Intensivstation mit Kreislaufunterstützungssystemen und eigenem Herzkatheterlabor zur Verfügung. 

## Klinik für Elektrophysiologie/Rhythmologie
Die Klinik für Elektrophysiologie/Rhythmologie des HDZ NRW ist spezialisiert auf die Behandlung von Herzrhythmusstörungen mit einem Leistungsspektrum von rd. 1700 Ablationen jährlich. In der Klinik werden elektrophysiologische Untersuchungen mittels modernster, strahlungsarmer Technologie zur Behandlung von Rhythmusstörungen durchgeführt.

## Kinderherzzentrum/Zentrum für angeborene Herzfehler
Die Spezialklinik wurde 1986 als Erweiterung des damaligen Herzzentrums NRW in Betrieb genommen und gehört heute zu den führenden Zentren für Kinderkardiologie und Kinderherzchirurgie. Die Klinik für angeborene Herzfehler/Kinderkardiologie umfasst zwei Stationen sowie eine Kinderintensivstation. Neben Diagnose und Therapie von angeborenen Herzfehlern zählt in Zusammenarbeit mit der Herzchirurgie die interdisziplinäre Betreuung von Jugendlichen und Erwachsenen zu den wichtigsten Aufgaben der Klinik. Ein eigenes Kinder-Herzkatheterlabor (500 Verfahren pro Jahr), moderne Ultraschalldiagnostik und eine Lungenfunktions-Messeinrichtung in der Herzambulanz stehen zur Verfügung. Zum Versorgungsprogramm der Klinik zählen die gemeinsame Unterbringung von Mutter und Kind und das Elternhaus der McDonald’s Kinderhilfe. In der Klinik für Kinderherzchirurgie und angeborene Herzfehler werden pro Jahr rund 500 Operationen angeborener Herzfehler durchgeführt. Das Spektrum der operierten Fehlbildungen reicht vom Atriumseptumdefekt oder Ventrikelseptumdefekt bis zu komplexen Herzfehlern wie Fehlbildungen des gesamten Herzens und der angrenzenden Gefäße.

## Diabeteszentrum
Hier werden Menschen jeden Alters mit Diabetes mellitus und seinen Folgeerkrankungen einschließlich endokrinologischer und gastroenterologischer Erkrankungen behandelt. Besondere Schwerpunkte bilden die kardiovaskuläre Risikoabschätzung und Behandlung von Herz- und Gefäßerkrankungen sowie die Behandlung von Nervenschäden und Durchblutungsstörungen, dazu gehört auch die Wundheilung bei Diabetischem Fußsyndrom.

## Institute
Folgende Institute ergänzen das Angebot des Herz- und Diabeteszentrums NRW:

### Institut für Anästhesiologie und Schmerztherapie
Schwerpunkt im Institut für Anästhesiologie und Schmerztherapie sind Narkosen bei schwer herzkranken Patienten vom Frühgeborenen bis zum über 90-Jährigen. 2013 wurden 6.400 Narkosen durchgeführt. Das Institut ist beteiligt an der studentischen Lehre an der Ruhr-Universität Bochum und führt Fortbildungen für perioperatives Herzecho mit Simulatorsystemen durch. Im Institut sind 23 Anästhesisten mit Facharztstatus sowie 28 erfahrene Anästhesiepflegekräfte (23 Vollkräfte), davon 13 Fachpflegekräfte, beschäftigt.

### Institut für Laboratoriums- und Transfusionsmedizin
Das Institut für Laboratoriums- und Transfusionsmedizin ist Referenzinstitut der Bundesärztekammer für die Durchführung von Ringversuchen. Eine weitere wesentliche Zielsetzung des Universitätsinstituts sind Forschung und Lehre. Der Bereich Laboratoriumsmedizin bietet den Kliniken des Zentrums und anderen Krankenhäusern der Region ein umfassendes Programm laborärztlicher Untersuchungen. Mit über 500 verschiedenen Methoden werden pro Jahr mehr als 5,9 Mio. Analysenergebnisse erstellt. Hierbei finden molekularbiologische Verfahren zur Gendiagnostik und zum Nachweis von Infektionserregern Anwendung. Das Institut ist Referenzinstitut der Bundesärztekammer und organisiert in Zusammenarbeit mit dem Referenzinstitut für Bioanalytik in Bonn die Durchführung der immunhämatologischen und durchflusszytometrischen Ringversuche.

### Institut für Radiologie, Nuklearmedizin und molekulare Bildgebung
Das Institut unterstützt nicht nur das Herz- und Diabeteszentrum NRW, sondern auch andere Kliniken. Ein Arbeits- und Forschungsschwerpunkt ist dabei, die ionisierende Strahlung der medizintechnischen Großgeräte für Patienten und Mitarbeiter zu reduzieren. Das Institut arbeitet mit modernen Untersuchungsmethoden (SPECT/CT, PET, MRT) unter Berücksichtigung internationaler Standards sowohl bei der Diagnostik von stationären Patienten mit Herz- oder Stoffwechselerkrankungen als auch im ambulanten Bereich, beispielsweise bei nuklearmedizinischen Verfahren zur Behandlung von Tumoren oder Schilddrüsenerkrankungen.

### Weitere Institute
- Institut für angewandte Telemedizin
- Herzklappen- und Gewebebank
- Zentrum für Arbeitsmedizin, Umweltmedizin und Sicherheitstechnik
- Erich und Hanna Klessmann Institut für kardiovaskuläre Forschung und Entwicklung (Leitung: Hendrik Milting)
- Agnes Wittenborg Institut für translationale Herz-Kreislaufforschung

## Auszeichnungen
Im weltweiten Ranking der spezialisierten Kliniken 2023 der Zeitschrift Newsweek belegte die Klinik für Allgemeine und Interventionelle Kardiologie des Herz- und Diabeteszentrums Nordrhein-Westfalen Platz 27 und bezogen nur auf Deutschland Platz 3 nach der Charité in Berlin und dem Universitätsklinikum Heidelberg.

## Zertifikate (Auswahl)
Das Herz- und Diabeteszentrum NRW ist neben den gesetzlich geforderten Prüfverfahren verschiedentlich zertifiziert:
- KTQ Zertifikat für Kooperation, Transparenz und Qualität im Gesundheitswesen[8]
- Überregionales Zentrum zur Behandlung Erwachsener mit angeborenem Herzfehler (EMAH)[9]
- zertifiziertes Brustschmerz-Zentrum (Chest Pain Unit)[10]
- Europäisches Exzellenz-Zentrum zur Behandlung von Bluthochdruck[11]
- Zertifiziertes Hypertonie-Zentrum DHL (Deutsche Hochdruckliga)[11]
- Zertifizierte Behandlungseinrichtung für Typ 1 und Typ 2 Diabetiker (DDG)[12]
- ambulante/stationäre Fußbehandlungseinrichtung (DDG)[13]
- Zertifikat „Ausgezeichnet. Für Kinder.“[14]

## Kritik
Das Herz- und Diabeteszentrum Nordrhein-Westfalen geriet im Jahr 2000 in die öffentliche Kritik, als dort und in anderen Kliniken einer türkischsprachigen Patientin, die der deutschen Sprache nicht mächtig war, eine Herztransplantation verweigert wurde. Die Compliance der Patientin für die jahrelange Nachsorge wurde aufgrund der mangelnden Sprachkenntnisse als unzureichend eingeschätzt. Die Patientin wurde am Universitätsklinikum Münster transplantiert, zur Nachsorge hatte sich die Universitätsklinik Gießen bereiterklärt. Neun Tage nach der Operation verstarb die 56-jährige Kranke an einer akuten Abstoßungsreaktion.

## Bekannte Personen
Bekannte Personen, die am HDZ NRW tätig sind oder waren, sind unter anderem:
- Heinrich Sauer
- Wolfgang Burchert
- Ulrich Gleichmann
- Jan Gummert
- Dieter Horstkotte
- Deniz Kececioglu
- Knut Kleesiek
- Cornelius Knabbe
- Reiner Körfer
- Hans Meyer
- Rüdiger Petzoldt
- Volker Rudolph
- Ulrich Schirmer
- Ulrich Sigwart
- Philipp Sommer
- Diethelm Tschöpe
- Eugen Sandica
- Stephan Schubert
- Vera von Dossow